# Clypeostoma
Clypeostoma is een geslacht van weekdieren uit de klasse van de Gastropoda (slakken).

## Soorten
- Clypeostoma elongatum (Vilvens, 2001)
- Clypeostoma meteorae (Neubert, 1998)
- Clypeostoma nortoni (McLean, 1984)
- Clypeostoma reticulatum Herbert, 2012
- Clypeostoma salpinx (Barnard, 1964)
- Clypeostoma townsendianum (Melvill & Standen, 1903)